# Goldor (equip ciclista)
L'equip Goldor, va ser un equip ciclista belga, de ciclisme en ruta que va competir entre 1965 i 1973. Va tenir tenir com a successor l'equip IJsboerke.

## Principals resultats
- Gran Premi Gran Premi 1r de maig d'Hoboken: Piet Oellibrandt (1966)
- Omloop Het Volk: Willy Vekemans (1967)
- Gran Premi del cantó d'Argòvia: Willy Vekemans (1968)
- Gant-Wevelgem: Willy Vekemans (1969)
- Volta a Limburg: Willy Vekemans (1969)
- Circuit del País de Waes: Walter Planckaert (1971)
- Gran Premi de Valònia: Emile Cambré (1972)
- E3 Harelbeke: Hubert Hutsebaut (1972)

### A les grans voltes
- Giro d'Itàlia
  - 0 participacions

- Tour de França
  - 0 participacions

- Volta a Espanya
  - 4 participacions (1968, 1969, 1971, 1972)
  - 4 victòries d'etapa:
    - 2 el 1969: Raymond Steegmans
    - 2 el 1971: Hubert Hutsebaut, Willy Scheers

  - 0 classificació finals:
  - 1 classificacions secundàries:
    - Classificació per punts: Raymond Steegmans (1969)